# Anrufung

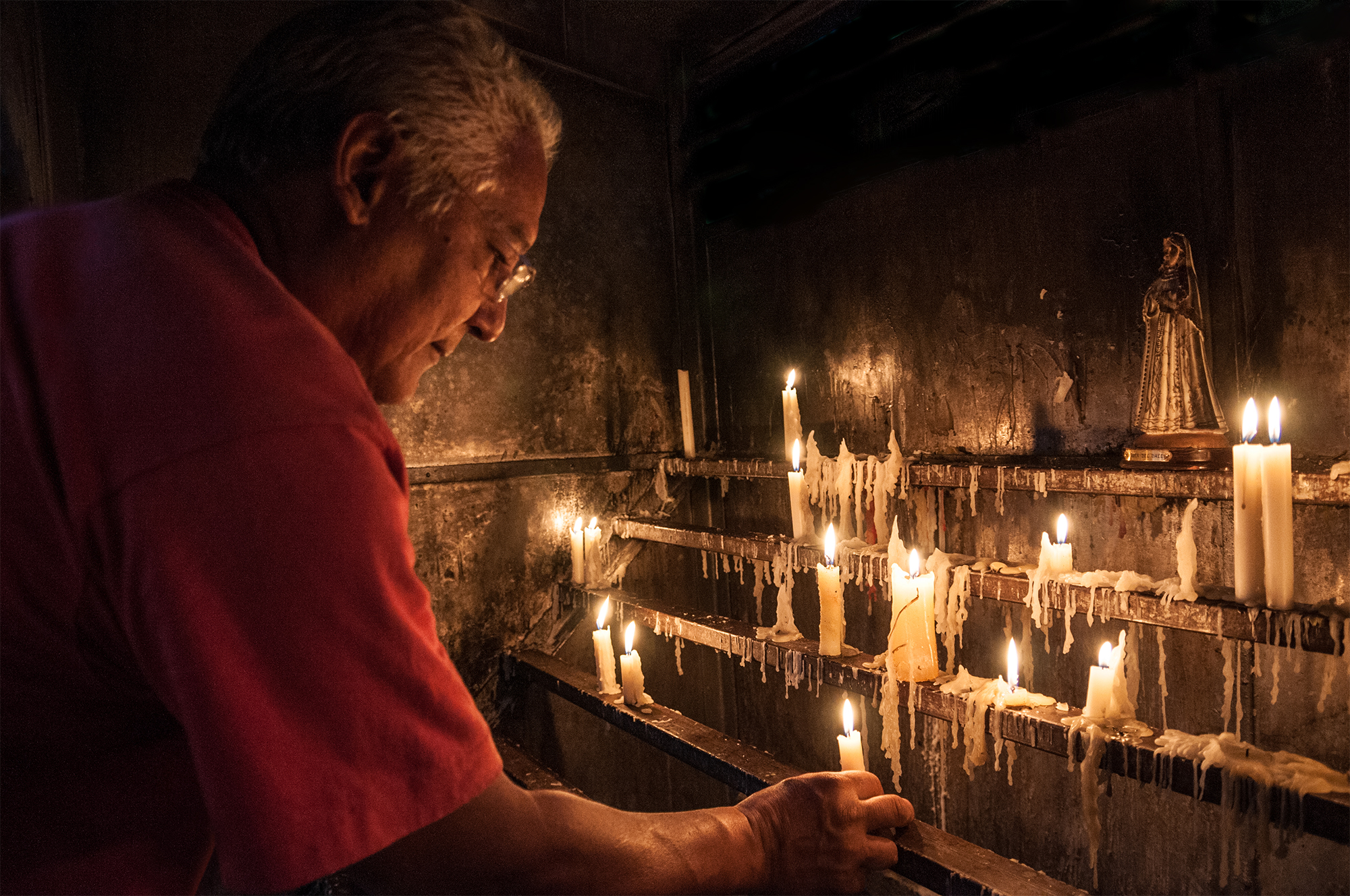
Ein Mann entzündet eine Opferkerze zu Füßen einer Statue Unserer lieben Frau vom Tal auf der Isla Margarita

Unter Anrufung wird eine Bitte um Hilfe an eine höhergestellte, heilige oder göttliche Person verstanden. Appelle im erstgenannten Sinn waren von der Antike bis in die frühe Neuzeit häufig und richteten sich z. B. an Herrscher, Statthalter oder die Gerichtsbarkeit. Am Anfang epischer und hymnischer Gedichte steht oft eine Anrufung der Muse. 
Im 2. Jahrhundert berichtet Aelius Aristides, dass Kranke und Gebrechliche sich im „Gebet“ an den Heilgott Asklepios wenden können (Vgl. auch Theurgische Medizin).
Im Christentum war das Anrufen von Heiligen um Fürsprache bei Gott (Advokation, von lateinisch advocare ‚anrufen‘) schon in den ersten Jahrhunderten üblich. Diese Form wird aber von der Anbetung unterschieden, die nur dem dreieinigen Gott entgegengebracht wird. Die Theologie unterscheidet daher zwischen Latria, der Anbetung, und Dulia, der Verehrung.
In manchen früheren Kulturen waren auch Anrufungen der Geister von Verstorbenen üblich, etwa bei Ahnenkulten und in Kriegs- oder Notzeiten, bei Begräbnissen oder in der Trauerzeit. 

## Interpellation
Die Anrufung einer Person durch eine Behörde o. ä. zwecks Anhörung oder Identitätsfeststellung wird im Französischen interpellation genannt. In der marxistischen Theorie des französischen Philosophen Louis Althusser, insbesondere in seinem Essay Ideologie und ideologische Staatsapparate, ist die von ihm als Interpellation bezeichnete Anrufung des Subjekts durch die ideologischen Apparate der Mechanismus, über den Ideologien ihre Funktionen ausüben, während sich gleichzeitig die Subjekte diesen Ideologien unterwerfen. Auch bei Judith Butler spielt dieses Konzept eine Rolle. 